# Frieder Arndt
Karl-Friedrich „Frieder“ Arndt (* 1961 in Hanau; † 26. April 2017 ebenda) war ein deutscher Komiker. Er wurde vor allem durch seine Rolle als „Karl-Heinz Hufnagel“, den männlichen Part des Duos „Hiltrud und Karl-Heinz“, an der Seite seiner Bühnenpartnerin Petra Giesel bekannt.

## Leben
Arndt wurde als jüngerer der beiden Söhne der Tochter der Hanauer Konditorfamilie Schien geboren. Er machte die Mittlere Reife an einer Realschule und dann das Abitur an einem Wirtschaftsgymnasium. Arndt studierte Germanistik, Kunstpädagogik und Theaterwissenschaft und war während seiner Studienzeit in der elterlichen Konditorei und der Anzeigenannahme des Blitz-Tipp tätig.
Er übernahm später die in der Rosenstraße gelegene Dependance des elterlichen Cafés. Daneben verdiente er seinen Lebensunterhalt als Werbetexter.
Nach diversen Bühnenauftritten kreierte er 2002 mit seiner langjährigen Freundin Petra Giesel das Komikerduo „Hiltrud und Karl-Heinz“. In Hessen bekannt wurde Frieder Arndt durch Fernsehauftritte bei Hessen lacht zur Fassenacht, bei denen er unter dem Pseudonym „Karl-Heinz“ sowohl allein als auch gemeinsam mit Petra Giesel auftrat. Während der Karnevalssaison hatte er viele Auftritte. Außerhalb der Fassenachtssaison trat Arndt mit seiner Bühnerpartnerin auf Kleinkunstbühnen auf. Außerdem schrieb er für einen Spielehersteller Anleitungen.
Frieder Arndt starb nach längerer Krankheit im Alter von 56 Jahren in seiner Heimatstadt Hanau an Krebs. Der Hanauer Oberbürgermeister Claus Kaminsky schrieb anlässlich des Todes von Arndt: „Weit über die Stadt- und hessischen Landesgrenzen bekannt wurde Frieder Arndt jedoch als der männliche Part in dem Comedy-Duo „Hiltrud und Karl-Heinz Hufnagel“.“
Petra Giesel tritt nach dem Tod ihres Bühnenpartners mit Soloprogrammen weiter als Hiltrud Hufnagel auf.

## Fernsehauftritte
- Hessen lacht zur Fassenacht, hr-fernsehen
- 2011: Das lustigste aus der hessischen Fastnacht, hr-fernsehen[12]
- 2013, 2015 Hallo Hessen, hr-fernsehen[4][13]
- 2016: Lachen bis zum Tusch, hr-fernsehen[14]
- 2020: Karl-Heinz & Hiltrud forever – "Babbel net", hr-fernsehen[15]